# Introdução à evolução
Evolução é o processo constante de mudança que tem vindo a transformar a vida na Terra desde o seu princípio mais simples até à sua diversidade existente. A evolução ocorre através de mudanças nos genes, as "instruções para "construir" os organismos. Quando um ser vivo se reproduz, pequenas mudanças aleatórias nos seus genes fazem com que o seu descendente seja diferente dele próprio. Por vezes estas mudanças aumentam a probabilidade de um descendente sobreviver o tempo suficiente para se reproduzir; e assim, os genes responsáveis por essa característica beneficial são transmitidos aos filhos, tornando-se mais comuns na próxima geração. As mudanças que não ajudam os organismos a se reproduzir poderão tornar-se mais raras ou serão eventualmente eliminadas da população. O aumento  ou diminuição da abundância relativa de um gene devida à sua aptidão é chamada de selecção natural. Através da selecção natural, populações de organismos vão mudando lentamente ao longo do tempo à medida que se vão adaptando a mudanças no seu ambiente.
A Evolução é a acumulação de mudanças através de sucessivas gerações de organismos que resultam na emergência de novas espécies. Desde a origem da vida, a evolução transformou a primeira espécie (o ancestral comum de todos os seres vivos) num enorme número de espécies diferentes. A teoria da evolução é o alicerce de quase toda a investigação em biologia e também muito do que se faz em biologia molecular, paleontologia e taxonomia.
A biologia evolutiva, o ramo da ciência que estuda a evolução, tem providenciado uma melhor compreensão deste processo. Por exemplo, o estudo efectuado por Gregor Mendel com plantas demonstrou que a fonte de variação entre organismos é hereditária, descobrindo o que agora conhecemos como genética. A descoberta da estrutura molecular do DNA combinada com os avanços no campo da genética populacional levou a uma maior compreensão do modo como as novas espécies se desenvolvem a partir das formas ancestrais, uma componente importante da evolução conhecida como especiação.
A evolução é uma das teorias mais bem sustentadas de toda a ciência e substanciada por uma grande quantidade de evidências científicas. Contudo, apesar de a teoria geral ser consensual, continua a haver debate sobre pormenores nos mecanismos de mudança.

## A ideia de Darwin: evolução por selecção natural

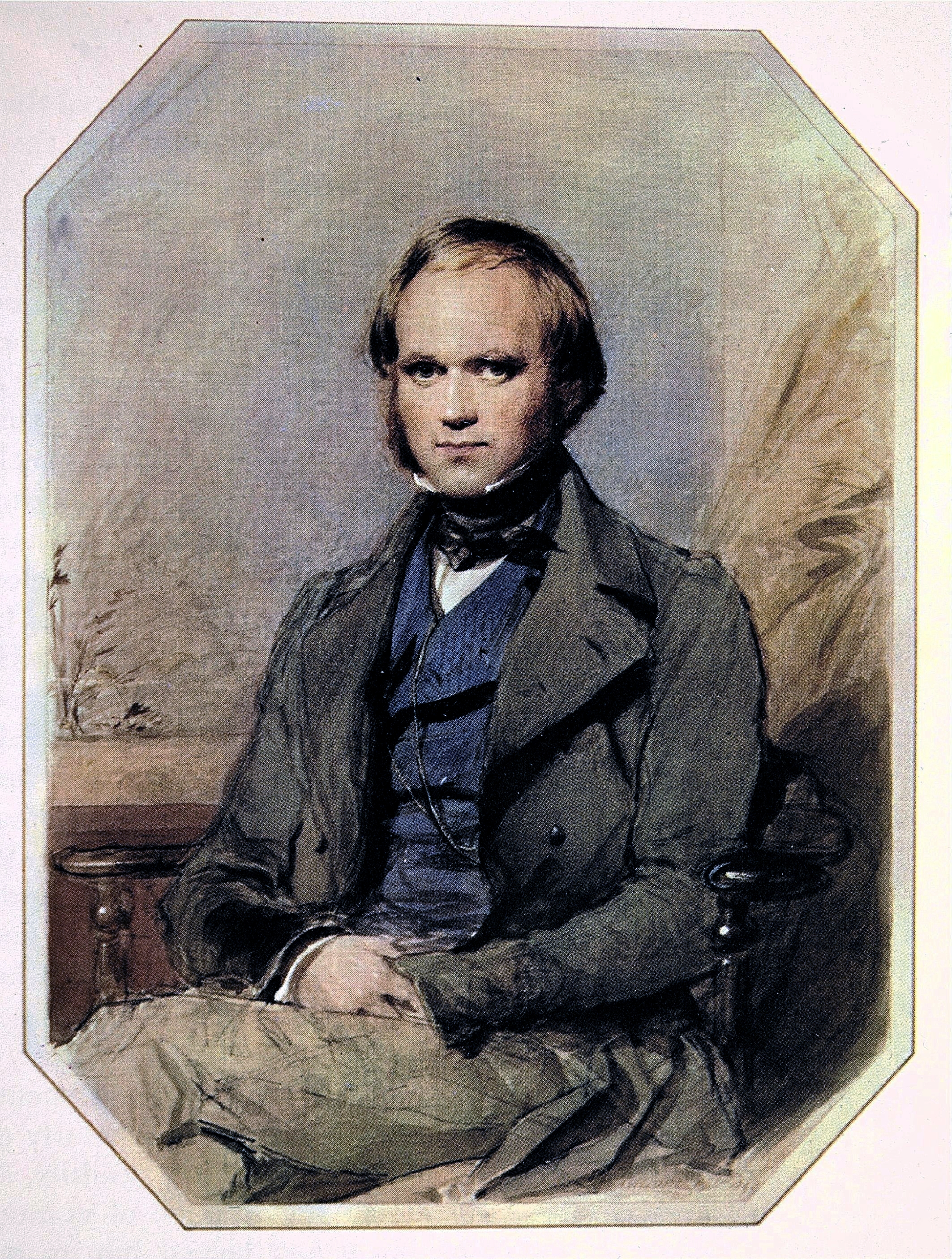
Charles Darwin por George Richmond (finais da década de 1830s).

Em 1859, Charles Darwin (1809–1882) publicou A Origem das Espécies, que enunciou a primeira teoria completa de evolução por selecção natural. Darwin viu a história da vida como uma árvore, com cada ramificação a representar um ancestral comum. As folhas representam espécies modernas e os ramos representam os ancestrais comuns partilhados pelas espécies.  Para explicar estas relações, Darwin argumentou que todos os seres vivos estão relacionados e descendem de umas poucas formas ou mesmo só um único ancestral comum, num processo que ele descreveu de "descendência com modificação".
A perspectiva de Darwin foi controversa porque os seres humanos não receberam atenção especial na sua árvore evolutiva: são somente um dos muitos ramos. Apesar de Darwin não ter feito menção a isto explicitamente, o seu amigo e apoiante Thomas Henry Huxley rapidamente apresentou evidências que homens e macacos partilham um ancestral comum. A imprensa da altura interpretou de uma forma errada, dizendo que o homem descendeu de macacos.
A explicação de Darwin sobre os mecanismos de evolução baseavam-se na teoria da selecção natural, desenvolvida a partir das seguintes observações:
1. Se todos os indivíduos de uma espécie se reproduzissem com sucesso, a população dessa espécie iria aumentar exponencialmente;
2. Tirando flutuações sazonais, o tamanho das populações tendem a permanecer estáveis;
3. Os recursos ambientais são limitados;
4. As características encontradas numa população variam bastante. Numa dada espécie, nenhuns indivíduos são exactamente iguais;
5. Muitas das variações encontradas numa população podem ser passadas para a descendência.

A partir destas observações, Darwin deduziu que a produção de mais descendentes do que o ambiente pode suportar leva a uma luta pela sobrevivência, com apenas uma pequena percentagem de sobreviventes em cada geração. Ele notou que a probabilidade de sobrevivência nesta luta não é ao acaso, mas sim dependente da adaptação dos indivíduos ao seu ambiente. Indivíduos bem adaptados irão provavelmente deixar mais descendentes do que os seus competidores menos aptos. Darwin concluiu que a capacidade desigual dos indivíduos sobreviverem e se reproduzirem leva a mudanças graduais na população assim que as características que ajudam o organismo a sobreviver e reproduzir se acumulam ao longo de gerações e as que inibem a sua sobrevivência e reprodução se perdem. Darwin usou o termo "selecção natural" para descrever este processo.
As variações numa população surgem por mutações aleatórias no DNA, mas a selecção natural não é produto do acaso: o ambiente determina a probabilidade de sucesso reprodutivo. O produto final da selecção natural são organismos que estão adaptados ao seu ambiente actual. No entanto, o ambiente está em permanente mudança, mudando as pressões selectivas.
A selecção natural não envolve progressão para um objectivo último. A evolução não progride necessariamente para formas de vida mais complexas, mais inteligentes ou mais sofisticadas. Por exemplo, pulgas (parasitas sem asas) descendem de um ancestral alado de mosca-escorpião, e cobras-cega são lagartos que já não precisam de membros. Os organismos são simplesmente o produto de variações que falham ou tem sucesso, dependendo das condições ambientais da altura. Na verdade, quando o ambiente muda, muitas espécies não se conseguem adaptar e extinguem-se.

## A contribuição de Mendel: hereditariedade
A teoria da selecção natural de Darwin lançou a fundação para a teoria evolutiva moderna. No entanto, faltava uma explicação adequada para a fonte de variação nas populações. Como muitos dos seus antecessores, Darwin deduziu incorrectamente que as características hereditárias eram produto do ambiente, assumindo que as características adquiridas durante a vida de um organismo podem ser passadas à descendência (por exemplo, girafas esticam-se para alcançar folhas nos ramos mais altos e dão origem a descendentes com pescoços mais compridos). Este conceito errado (da herança de caracteres adquiridos)  ficou conhecido como Lamarckismo, em honra de um dos seus principais proponentes, Jean-Baptiste de Lamarck (1744–1829). Contudo, a sugestão que estruturas corporais usadas frequentemente tornam-se mais desenvolvidas, enquanto que estruturas não usadas deterioram-se, não é suportada por qualquer evidências.
A informação em falta necessária para explicar o surgimento de novas características em descendentes foi fornecido pelo trabalho pioneiro em genética de Gregor Mendel (1822–1884). As experiências de Mendel em cruzamentos de ervilheiras demonstraram que a hereditariedade funciona baralhando e recombinando "factores" (o que agora conhecemos como genes) durante a reprodução sexual. Os genes são as unidades básicas de hereditariedade nos seres vivos. Eles contêm a informação biológica que dirige o desenvolvimento físico e o comportamento do organismo É este baralhar do código genético que assegura que não há dois indivíduos que sejam cópias exactas um do outro. A fusão da teoria de Darwin com a compreensão da hereditariedade levou a uma compreensão clara dos mecanismos que provocam evolução.

## Evidências a favor da evolução
Evidências descobertas pela ciência a favor da evolução incluem fósseis, estruturas homólogas, e semelhanças a nível molecular entre o DNA das espécies.

### O registo fóssil
Investigação no campo da paleontologia, o estudo dos fósseis, apoia a ideia que todas as criaturas vivas são aparentadas. Os fósseis fornecem provas que mudanças nos organismos acumuladas durantes longos períodos de tempo (milhões de anos) levaram à diversidade de formas de vida que vemos hoje. Um fóssil por si revela a estrutura do organismo e a relação entre espécies actuais e extintas, permitindo aos paleontologistas construir a árvore genealógica de todas as formas de vida da Terra.
A paleontologia moderna começou com o trabalho de Georges Cuvier (1769-1832). Cuvier notou que, em rochas sedimentares, cada camada contém um grupo específico de fósseis. As camadas mais profundas, que ele conjecturou serem mais velhas, continham formas de vida mais simples. Ele também notou que várias formas de vida já não existem actualmente. Cuvier propôs o conceito de "catastrofismo", que explica o registo fóssil em luz da visão teológica do seu tempo. O catastrofismo proponha que catástrofes teriam ocorrido em algumas áreas ao longo da história da Terra. Estas áreas seriam depois repovoadas por espécies que migravam de locais vizinhos.
Actualmente, muitos fósseis foram já descobertos e identificados. Estes fósseis servem como um registo cronológico da evolução. O registo fóssil também apresenta exemplos de espécies de transição que demostram ligações ancestrais entre formas de vida actuais e passadas.
Um desses fósseis de transição é a ‘’Archaeopteryx’’, uma criatura antiga que possuía as características típicas de um reptile, mas no entanto possuía também penas semelhantes às aves. A consequência desta descoberta é que os répteis e as aves actuais originaram de um ancestral comum.

### Anatomia comparada
|  |
|  |

#### Taxonomia
Taxonomia é o ramo da biologia que dá nomes e classifica todas as coisas vivas. Os cientistas usam semelhanças morfológicas e genéticas para os ajudarem a categorizar as formas de vida baseada em relações ancestrais. Por exemplo, orangotangos, gorilas, chimpanzés e humanos pertencem todos ao mesmo grupo taxonómico denominado família – neste caso a família chama-se Hominidae. Estes animais estão agrupados por causa de semelhanças na morfologia que derivam de ancestral comum (as chamadas "homologias").
Fortes evidências a favor da evolução provêm da análise de estruturas "homólogas" em espécies diferentes que já não realizam a mesma tarefa. Um exemplo é o antebraço de mamíferos. O antebraço dos humanos, gatos, baleias e morcegos tem todos estruturas ósseas marcadamente semelhantes. No entanto, cada um dos antebraços destas quatro espécies realiza uma tarefa diferente. Os mesmos ossos que formam as asas de uma ave, que são usadas para voar, também formam as barbatanas duma baleia, que são usadas para nadar. Tal "design" faz pouco sentido se as estruturas não estão relacionadas e construídas separadamente para aquela função particular. A teoria da evolução explica estas estruturas homólogas: todos os quatro animais partilham um ancestral comum, e cada um sofreu alterações ao longo de muitas gerações. Estas mudanças de estrutura produziram ante-braços adaptados a tarefas diferentes. Darwin descreveu estas mudanças de morfologia como "descendência com modificação".
Embriologia
Em alguns casos, a comparação de estruturas anatómicas nos embriões de duas ou mais espécies demonstra a existência de um ancestral comum que não era óbvio na comparação entre formas adultas. Tais homologias podem ter sido perdidas ou adquirido funções diferentes à medida que o embrião se desenvolve. Por exemplo, parte da base da classificação do grupo dos Vertebrados (que inclui os humanos), é a presença de uma cauda (que se estende depois do ânus) e fendas branquiais na faringe; ambos aparecem durante algum estádio de desenvolvimento mas não são sempre óbvios na forma adulta. Nos humanos, por exemplo, a fendas branquiais desenvolvem-se na trompa de Eustáquio e a cauda degenera durante o desenvolvimento embrionário.
Devido às semelhanças morfológicas presentes nos embriões de diferentes espécies durante o desenvolvimento, chegou-se a assumir que os organismos recapitulavam a sua história evolutiva como embriões – por exemplo, embriões humanos passariam por uma fase anfíbia e depois réptil antes de completar o seu desenvolvimento como adultos. Tal recapitulação, resumida por "a ontogenia recapitula a filogenia", não é apoiada por nenhuma evidência científica. O que acontece de facto é que as primeiras fases são semelhantes em vários grupos de organismos. - por exemplo, uma bola oca de células nos animais, que depois se diferencia. Nas fases inicial, por exemplo, todos os vertebrados são extremamente semelhantes, mas não se assemelham exactamente com nenhuma espécie ancestral. Assim que o desenvolvimento progride, cada vez mais características típicas da espécie emergem do padrão básico.
Estruturas vestigiais
Homologia também inclui um grupo único de estruturas partilhadas denominadas "estruturas vestigiais". "Vestigial" refere-se a partes anatómicas que têm utilidade miníma, se é que tem alguma, para os animais que as possuem. Estas estruturas aparentemente ilógicas são resquícios de órgãos que desempenhavam um papel importante nas formas ancestrais. Por exemplo, as baleias ainda possuem pequenos ossos da perna vestigiais que parecem ser o que resta das pernas que os seus antecessores usavam para andar em terra.
O Homem também têm muitos órgãos vestigiais, incluindo músculos da orelha, os dentes do siso, o apêndice, os ossos da cauda e pêlos do corpo.
Evolução convergente
No entanto, comparações anatómicas podem ser enganadoras; nem todas as semelhanças anatómicas indicam uma relação próxima. Organismos que partilham ambientes semelhantes podem desenvolver características físicas semelhantes; um processo chamado de "evolução convergente". Por exemplo, a forma do corpo dos tubarões e dos golfinhos é muito semelhante, no entanto, os dois animais só são vagamente aparentados – os tubarões são peixes e os golfinhos são mamíferos. Estas semelhanças resultam de as duas populações terem sido submetidas à mesma pressão selectiva. Dentro de ambos os grupos, mudanças que beneficiavam a natação teriam sido favorecidas. Assim, ao longo do tempo, elas desenvolveram morfologias semelhantes, apesar de não serem muito aparentadas.

### Selecção artificial

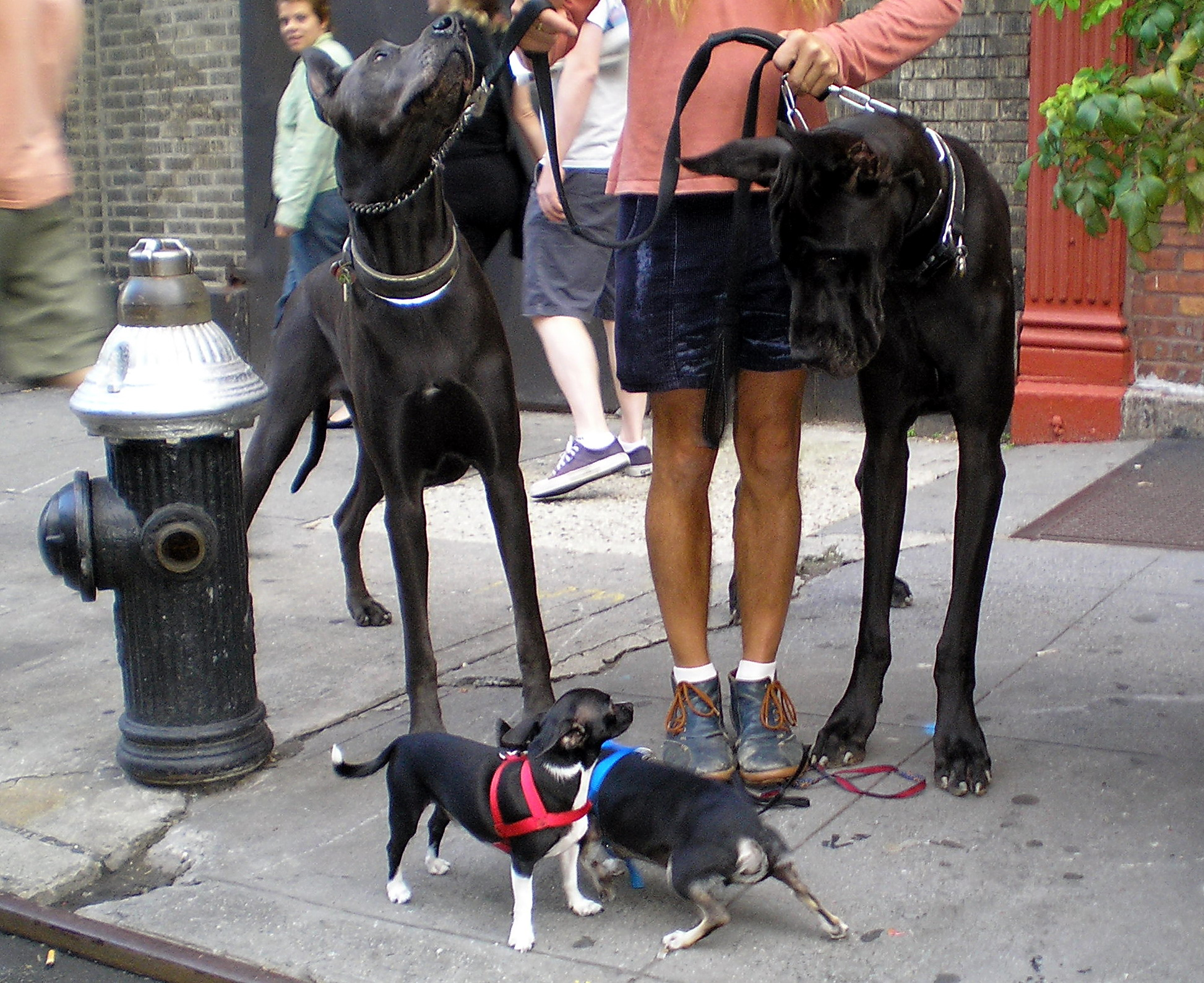
O resultado de selecção artificial: as raças caninas dogue alemão e chihuahuas.

Selecção artificial é o cruzamento controlado de plantas e animais domésticos. Quando a reprodução é controlada, os seres humanos podem determinar que animais se reproduzem, e até certo ponto, que alelos passarão para as gerações futuras. O processo de selecção artificial tem tido um impacto significativo na evolução dos animais domésticos. Por exemplo, as pessoas produziram diferentes raças de cães através de cruzamentos controlados. As diferenças entre a raça Chihuahua e Dogue alemão resultam de selecção artificial. Apesar do aspecto físico ser completamente diferente, elas e todas as outras raças de cães evoluíram a partir de uns poucos lobos que foram domesticados no que é agora a China há menos de 15 000 anos.
Darwin obteve muito do seu apoio para a selecção natural da observação dos resultados da selecção artificial. Muito do seu livro "A Origem das Espécies" foi baseado nas suas observações da diversidade de pombos domésticos que provenientes da selecção artificial. Darwin propôs que se o Homem consegue, em períodos pequenos, alcançar mudanças dramáticas em plantas e animais domésticos, então a selecção natural, tendo milhões de anos para operar, pode produzir as diferenças observadas entre todas as coisas vivas de agora. De facto, não há diferença entre os processos genéticos subjacentes à selecção artificial e natural. Tal com na selecção natural, as variações resultam de mutações aleatórias; a única diferença é que na selecção artificial, os seres humanos seleccionam quais dos organismos poderão reproduzir-se

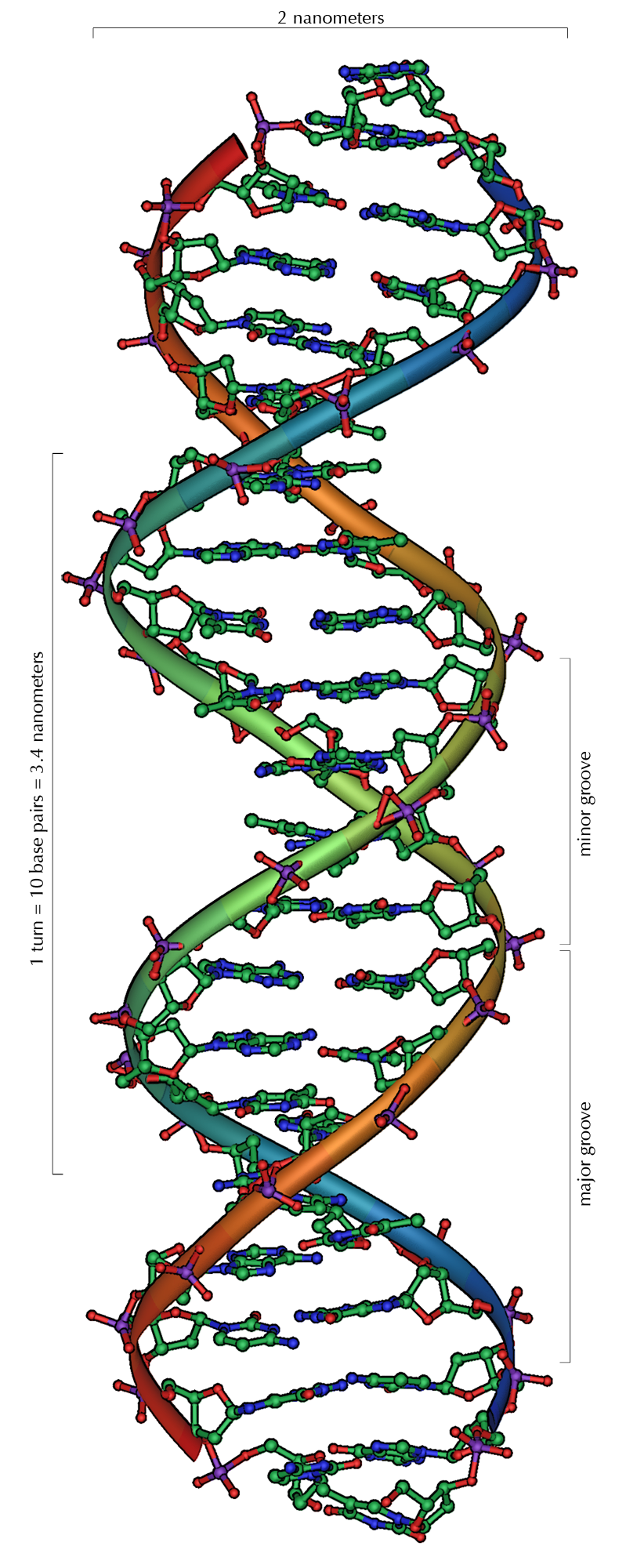
Uma secção de DNA.

### Biologia molecular
Todos os organismos vivos possuem moléculas de DNA, RNA e proteínas. Se dois organismos são parentes próximos, estas moléculas serão muito semelhantes. Por outro lado, quanto mais distante for a relação entre eles, mais diferenças moleculares terão. Por exemplo, dois irmãos são muito próximos e terão DNA muito semelhante, enquanto que primos afastados terão mais diferenças no seu DNA. Comparando estas moléculas é extremamente útil quando se estuda espécies que são muito próximas. O grau de parentesco é demonstrado pela semelhança entre estas moléculas. Por exemplo, a comparação o DNA de chimpanzés com o de gorilas e humanos mostrou que os chimpanzés são mais parecidos no seu DNA com os humanos do que os gorilas (até 96% de semelhanças entre o DNA de humanos e chimpanzés). Isto sugere que os humanos e chimpanzés são mais aparentados do que com os gorilas.
Os cientistas deram grandes avanços na análise destas molécula, particularmente no DNA que pertence aos "genes" dos organismos. Genes são pedaços de DNA que transportam informação e influenciam as propriedades de um organismo. Por exemplo, os seus genes decidem a sua aparência geral e a cor dos seus cabelos e dos seus olhos – porque parentes próximos tem genes semelhantes, tendem a ser parecidos. A forma exacta dos genes num organismo chama-se "genótipo" e é este conjunto de genes que influencia as propriedades (ou "fenótipo") de um organismo. O campo da sistemática molecular concentra-se na medida das semelhanças nestas moléculas e em usar esta informação para perceber como os organismos estão relacionados pela evolução. Estas comparações tem permitido aos biólogos construir uma "árvore genealógica" da evolução da vida na Terra. Inclusivamente, é possível desvendar as relações entre organismos cujos antepassados comuns viveram há tanto tempo que a aparência dos organismos já não apresentam qualquer semelhança.

### Coevolução
Coevolução é o processo pelo qual duas ou mais espécies influenciam a evolução uns dos outros. Todos os organismos são influenciados pela vida à sua volta; contudo, em algumas espécies há evidência que que atributos determinados geneticamente em cada uma das espécies resulta da interacção entre dois organismos; coevoluíram.
Um exemplo muito bem documentado é a da coevolução entre ‘’Pseudomyrmex’’, uma espécie de formiga, e a acácia, a planta que a formiga usa como abrigo e alimento. A relação entre os dois é tão intima que levou à evolução de estruturas especiais e comportamentos em ambos os organismos. A formiga defende a acácia contra herbívoros e limpa o chão da floresta de sementes de plantas competidoras. Em resposta, as plantas evoluíram espinhos inchados que as formigas usam com abrigo e partes das flores especiais que as formigas comem.
Esta coevolução não implica que as formigas e a árvore escolheram comportar-se de um modo altruista. Ao longo da vida de uma população, pequenas mudanças genéticas quer na árvore quer nas formigas beneficiaram ambas e o benefício aumentou um pouco a probabilidade de que a característica passe para a geração seguinte, onde deu às colónias de formigas e às árvores, cada vez mais interdependentes, uma maior hipótese de sobrevivência. Com o passar do tempo, mutações sucessivas criaram a relação que vemos hoje.

## Genética populacional

### Algumas definições

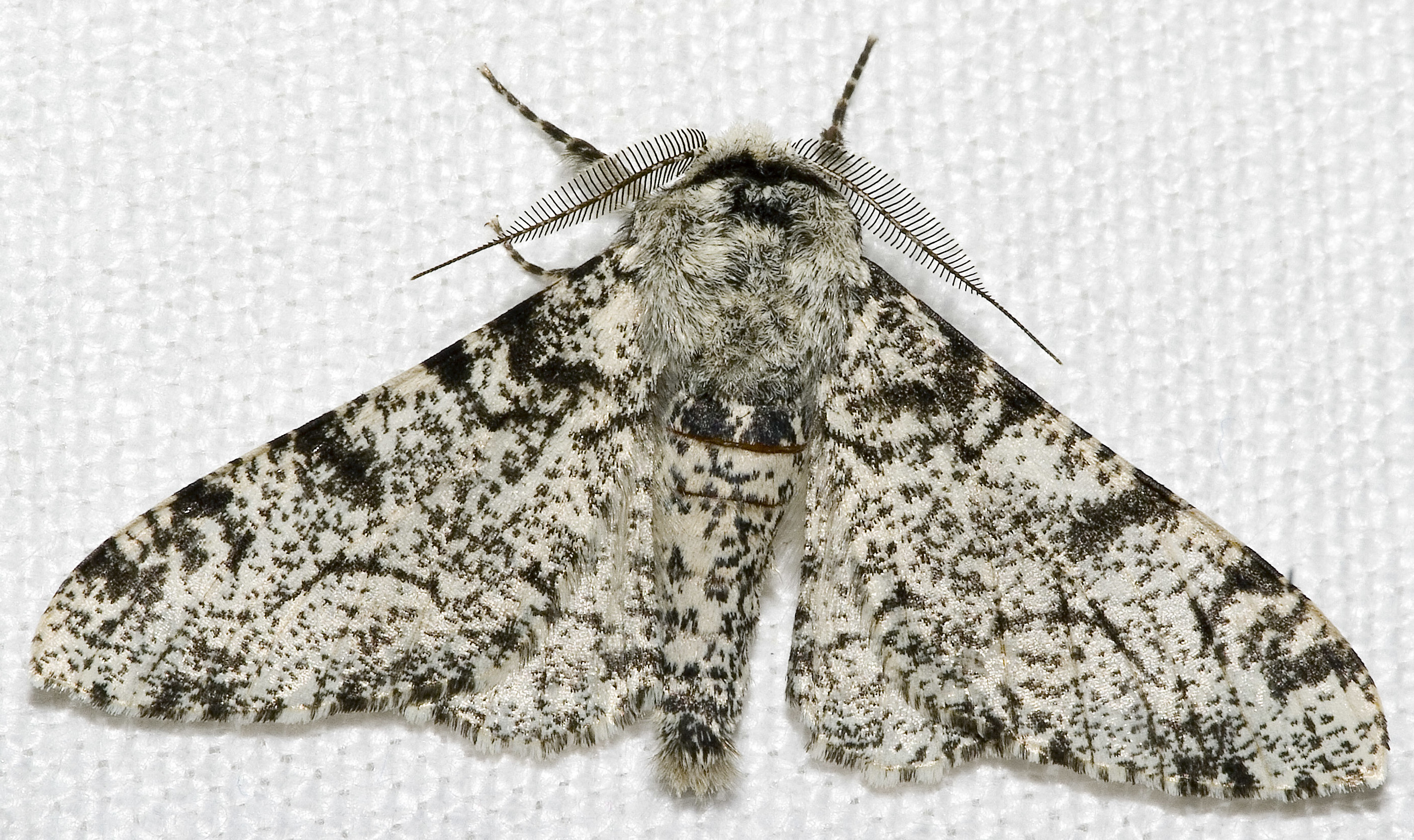
Traça branca.

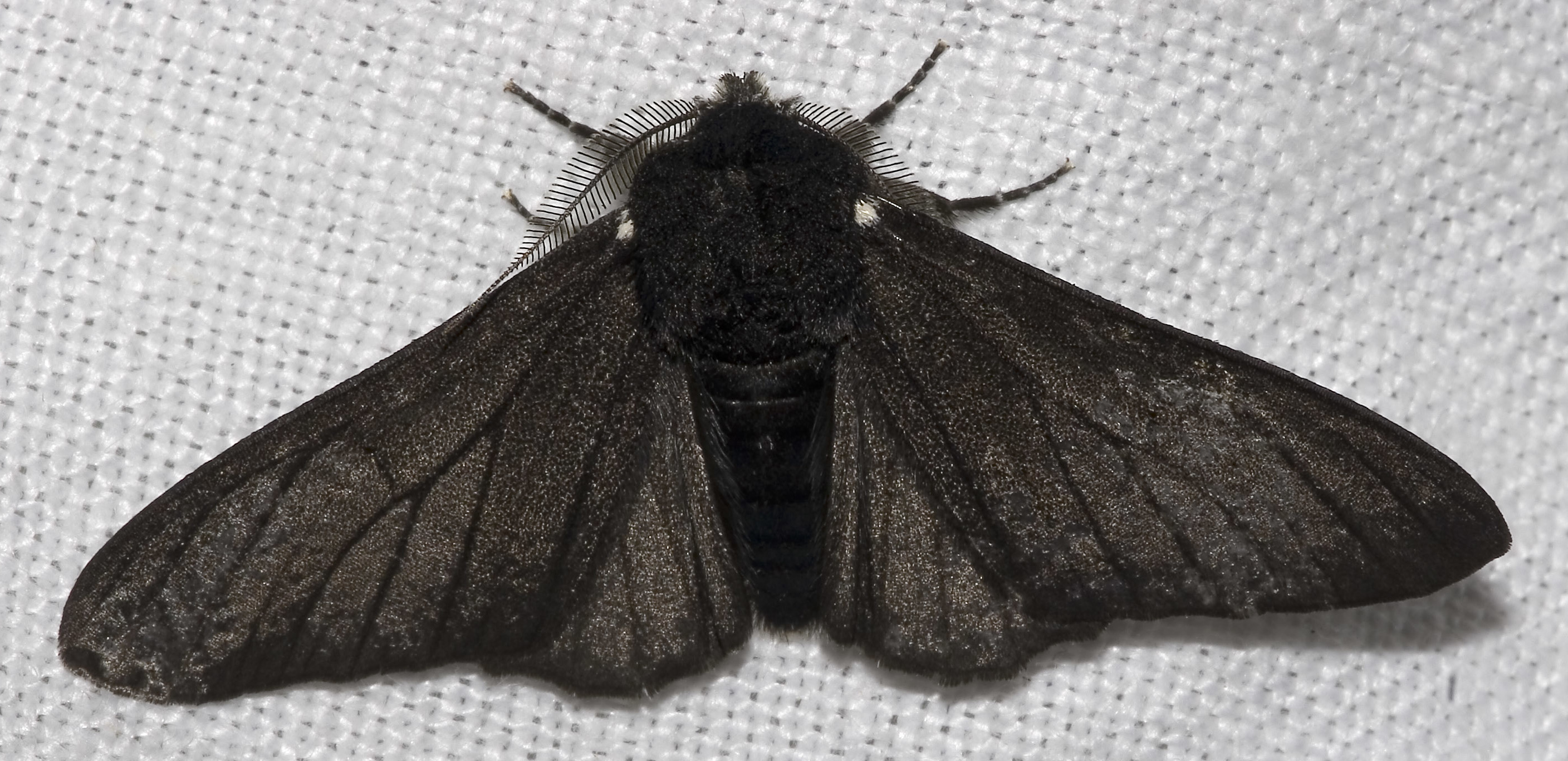
Traça melânica na evolução das traças.

De um ponto de vista genético, a evolução é uma mudança que vai ocorrendo de geração-em-geração nas frequências dos alelos presentes numa população pertencente ao mesmo "pool genético". A população é um grupo localizado de indivíduos pertencentes à mesma espécie. Por exemplo, todas as traças da mesma espécie que vivem numa floresta isolada são uma população. Um "alelo" é uma forma específica de um gene; por exemplo, um gene para a coloração nas traças pode ter dois alelos, preto e branco. Um pool genético é o conjunto completo de alelos de uma população. Cada alelo existe um certo número de vezes no pool genético. A fracção de genes que pertence a um dado alelo é a frequência alélica. Por isso, se metade dos genes para a cor do corpo numa população de traças forem genes par corpo preto, então a frequência alélica do alelo corpo-preto é 0,50 ou 50%. A evolução ocorre quando há mudanças na frequência dos alelos dentro de uma população de organismos que se reproduzem entre si.

### Equilíbrio de Hardy-Weinberg
O "princípio de Hardy-Weinberg" afirma que as frequências dos alelos numa população suficientemente grandes permanecerá constante (isto é, não evoluirá) se as únicas forças que actuarem numa população forem:
1. reordenação aleatória dos alelos durante a formação dos gâmetas, tais como espermatozóides e óvulos;
2. combinação aleatória dos genes nas células sexuais durante a fertilização, o processo pelo qual óvulo e espermatozóide se combinam para formar uma nova célula.[29]

Uma população em que as frequências dos alelos fica constante "não" está a experienciar evolução.

#### Exemplos

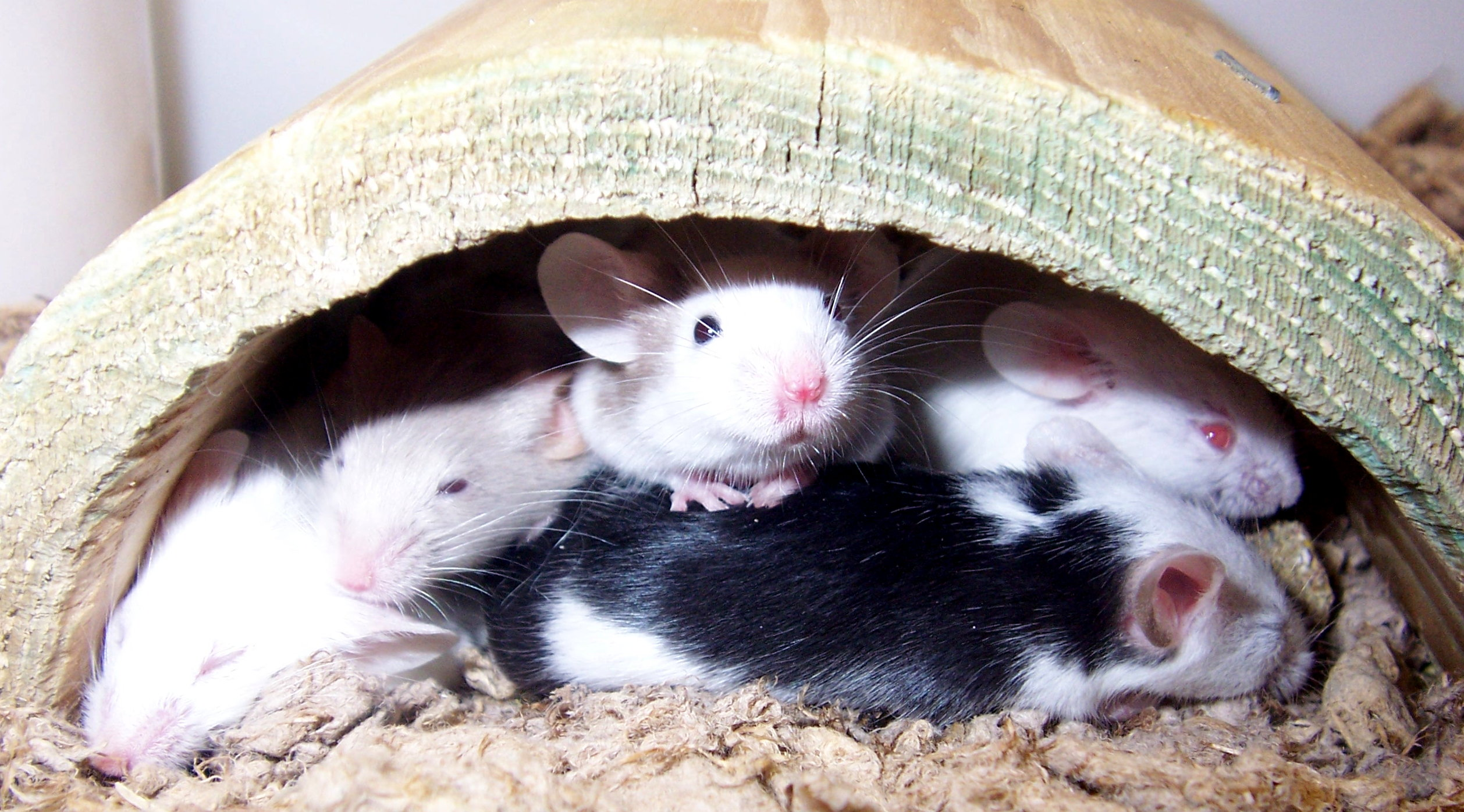
Ratos brancos e pretos.

Suponha um grupo de ratos que habitam um celeiro. Nesta população, há apenas duas versões do gene que controlam a cor do pêlo. Um alelo produz pêlo preto e contabiliza 75% dos genes, a outra versão produz pêlo branco e soma os restantes 25% de genes. Se a hipótese de um alelo de ser passado para a próxima geração é determinada por processos aleatórios (a reordenação e a combinação que se passam durante a formação das células sexuais e a fertilização), as frequências alélicas ficarão as mesmas e a composição do pool genético permanecerá 75% de genes que codificam preto e 25% de genes que codificam branco. Uma vez que não há mudança das frequências alélicas, não há mudança evolutiva na cor do pêlo. Esta população está em "equilíbrio de Hardy-Weinberg" ou não está a evoluir.
É muito raro que as populações naturais não experienciem mudanças da frequências dos alelos de geração para geração. Por isso, as frequências alélicas num pool genético estão normalmente em mudança, resultante da evolução de populações ao longo de sucessivas gerações. Várias forças podem mudar a composição de um pool genético:
- Mudanças de alelos entre membros de populações diferentes. Mudanças ocorrem quando membros novos se juntam à população ou outros a deixam. Este tipo de migrações entre populações chama-se fluxo génico. Exemplo hipotético: Um grupo de traças pretas são arrastadas pelo vento para perto de uma floresta vizinha aumentando a frequência do alelo preto numa população previamente isolada;
- Mutações podem criar novos alelos e assim mudar a frequência de alelos preexistentes. As mutações imediatamente mudam o pool genético ao substituir um alelo por outro. Mutações tem pouco impacto imediato na frequência alélica geral de uma população grande. Exemplo hipotético: Uma traça passa um alelo para a cor castanha à sua descendência resultante de uma mutação em uma das suas células sexuais;
- Preferência para um qualquer alelo em particular durante a selecção de um parceiro. Exemplo hipotético: Traças fêmeas preferirem acasalar com machos pretos, resultando numa maior proporção de alelos pretos na próxima geração;
- A selecção natural pode reduzir ou aumentar a frequência de um alelo específico num pool genético. As probabilidades que cada alelo tem de sobreviver e reproduzir-se devem ser iguais para a frequência dos alelos se manter igual. Exemplo hipotético: As traças vivem numa árvore com casca clara. Como resultado, as traças pretas tem maior probabilidade de serem comidas por predadores.

Populações pequenas são mais susceptíveis a sofrer flutuações aleatórias do número de indivíduos, uma condição conhecida como deriva genética. Duas situações comuns podem surgir que poderão afectar a composição genética de uma população pequena como resultado da deriva genética:
- A primeira situação que pode levar à deriva genética é o Efeito de Gargalo. Este ocorre porque eventos fortuitos aleatórios, tais como fogos ou cheias, reduzem significativamente o número de indivíduos numa população. Os restantes membros podem não representar exactamente o pool genético original. Exemplo hipotético: Um incêndio destrói a maior parte da floresta, matando todas menos 10 traças. A população originalmente era quase exclusivamente branca, mas como resultado deste evento aleatório, as 10 traças sobreviventes são todas pretas;
- A segunda situação que pode levar à deriva genética é o Efeito Fundador. Este ocorre quando um pequeno número de indivíduos coloniza um habitat novo. Quanto mais pequena a comitiva fundadora, mais improvável é que o seu pool genético represente o pool genético da população original. Exemplo hipotético: Cinco traças pretas de uma população predominantemente branca são transportadas para uma floresta diferente, onde são as primeiras traças a habitar aquela floresta. A população resultante não irá exibir a mesma distribuição alélica que a população de onde elas vieram.

## Espécies

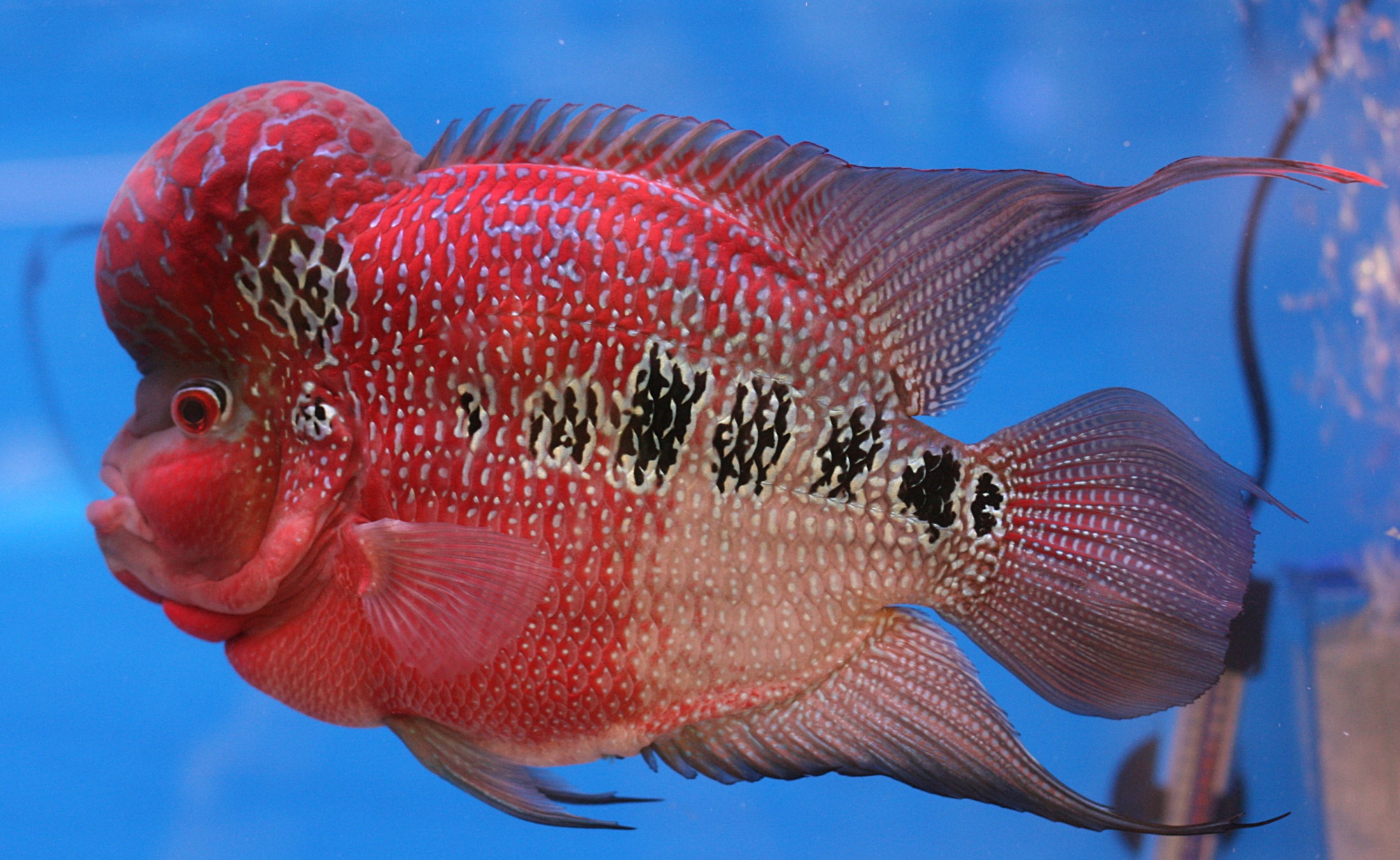
Há imensas espécies de ciclídeos que mostram variações dramáticas na sua morfologia.

Dadas certas circunstâncias, e tempo suficiente, a evolução leva à emergência de novas espécies. Cientistas têm debatido muito para encontrar uma definição precisa e completa de espécie. Ernst Mayr (1904-2005) definiu uma espécie como sendo uma população ou grupo de populações cujos membros tem o potencial de se reproduzir naturalmente entre si produzindo descendentes férteis e viáveis. Além disso, os membros de uma espécie não podem produzir descendentes férteis e viáveis com membros de outras espécies.  A definição de Mayr ganhou aceitação geral entre os biólogos, mas não pode ser aplicada a organismos como as bactérias, que se reproduzem sem sexo.
Especiação é o evento de separação de linhagens que resulta em duas espécies separadas formadas a partir de uma população ancestral comum. O modo mais bem aceite de especiação é o da especiação alopátrica. Esta requer a separação geográfica de uma população, tal como o aparecimento de uma cadeia montanhosa ou a formação de um desfiladeiro. Para a especiação ocorrer, a separação deve ser substancial, de modo a que transferências genéticas entre as duas populações seja completamente impedida. Nos seus ambientes separados, os grupos geneticamente isolados seguirão as suas próprias vias evolutivas. Cada grupo acumulará mutações diferentes assim como estará sujeita a pressões selectivas diferentes. A mudanças genéticas acumuladas poderão resultar em populações separadas que não se conseguem cruzar se se voltarem a reunir. Barreiras que previnem cruzamentos são ou prezigóticos (prevenindo o acasalamento ou a fertilização) ou pós-zigótico (barreiras que ocorrem depois da fertilização). Se os cruzamentos já não são possíveis, então elas serão consideradas espécies diferentes.
Aqueles que rejeitam a evolução como uma teoria viável, reclamam muitas vezes que a especiação nunca foi observada. Contudo, a especiação tem sido observada em vários grupos de organismos, incluindo bactérias, minhocas, insectos e peixes, assim como em vários grupos de plantas. Além disso, vários eventos de especiação passados estão registados no registo fóssil. Por exemplo, cientistas documentaram a formação de cinco novas espécies de peixes ciclídeos de um único ancestral comum que ficou isolado há menos de 4 mil anos de um cardume parental no Lago Nagubago. A prova para a especiação neste caso foi a morfologia (aparência física) e a ausência de cruzamentos naturais. Estes peixes tem rituais de acasalamento complexos e uma grande variedade de colorações; as pequenas modificações introduzidas nas novas espécies mudaram o processo de selecção de parceiros e as cinco formas que surgiram não conseguiam ser convencidas para se reproduzir.

### Barreiras à reprodução entre espécies
Barreiras reprodutivas que impedem os cruzamentos entre espécies podem ser classificados como barreiras pré- ou pós-zigóticas.

#### Barreiras que previnem a fertilização
Barreiras pré-zigóticas previnem o acasalamento entre espécies ou previnem a fertilização do óvulo se as espécies tentarem acasalar.
Alguns exemplos são:

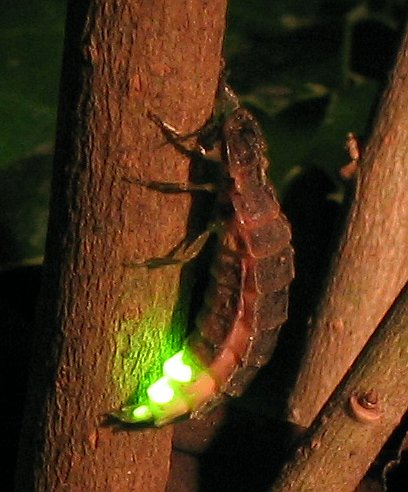
Espécies diferentes de Pirilampo não reconhecem os sinais de acasalamento, e como resultado geralmente não há cruzamentos.

- Isolamento temporal - Acontece quando as espécies acasalam em alturas diferentes. Populações da doninha Spilogale gracilis estão sobrepostas às de outra doninha Spilogale putorius, no entanto permanecem separadas porque a primeira acasala no Verão e a segunda no fim do Inverno;[2]
- Isolamento comportamental - Sinais que provocam uma resposta de acasalamento podem ser suficientemente diferentes para prevenir um desejo de se cruzarem. Os sinais de luz rítmicos dos machos de pirilampo é específico de cada espécies e por isso serve como barreira pré-zigótica;[33]
- Isolamento mecânico - Diferenças anatómicas nas estruturas reprodutoras pode prevenir os cruzamentos. Isto é especialmente verdade em plantas com flor que evoluíram estruturas específicas adaptadas a certos polinizadores. Barreiras mecânicas muitas vezes contribuem para o isolamento reprodutivo de flores que são polinizados por insectos. Isto tem sido bem documentado na família das orquídeas;
- Isolamento gamético - Os gâmetas das duas espécies são quimicamente incompatíveis, prevenindo assim a fertilização. O reconhecimento dos gâmetas pode ser baseado em moléculas específicas na superfície do óvulo que se liga apenas a moléculas complementares do espermatozóide. Tais mecanismos são comuns em espécies de peixe;[2]
- Isolamento geográfico/de habitat - Geográfico: As duas espécies estão separadas por barreiras físicas de larga escala, tais como montanhas ou corpos de água largos, e por isso não é possível encontrarem-se. Isto é ilustrado em duas espécies separadas de esquilo do género Ammospermophilus, que habitam em lados opostos do Grand Canyon. Habitat: AS duas espécies preferem habitats diferentes, apesar de viverem na mesma área geral, e por isso não se encontram uma à outra. Por exemplo, duas espécies de cobra do género Tamnophis existem na mesma área, mas uma prefere a água enquanto a outra prefere terra firme.[2]

#### Barreiras que actuam depois da fertilização
Barreiras pos-zigóticas ocorrem depois da formação de um zigoto híbrido que ou não é viável ou não é fértil. Isto é tipicamente o resultado de cromossomas incompatíveis no zigoto. Alguns exemplos incluem:
- Viabilidade reduzida dos híbridos - Uma barreira entre espécies acontece depois da formação do zigoto, resultando no desenvolvimento incompleto ou morte dos descendentes.
- Fertilidade reduzida dos híbridos - Mesmo que duas espécies acasalem com sucesso, os filhos que produzem podem ser inférteis. Cruzamentos entre espécies de cavalos do género Equus tendem a produzir descendentes viáveis mas inférteis. Por exemplo, cruzamentos de zebra com cavalo ou zebra com burro produzem híbridos estéreis. Raramente, uma mula fêmes pode ser fértil.[36]

## Perspectivas diferentes sobre o mecanismo de evolução
|                 |
| James Hutton    |
|                 |
| Richard Dawkins |

A teoria da evolução é aceite na generalidade da comunidade científica, servindo como ligação de todas as áreas especializadas da biologia. A evolução fornece ao campo da biologia uma base científica sólida. Ninguém descreveu melhor a significância da teoria evolutiva do que Theodosius Dobzhansky (1900-1975) com o título do seu artigo "Nothing in Biology Makes Sense Except in the Light of Evolution" (Nada faz sentido em biologia excepto à luz da evolução).
No entanto, a teoria da evolução não é estática. De facto, há muita discussão na comunidade científica em relação aos mecanismos responsáveis pelo processo evolutivo. Por exemplo, a taxa a que a evolução ocorre ainda é assunto de debate. Para além disso, a unidade primária da mudanças evolutiva, o organismo ou os genes, ainda não é consensual.

### Taxa de mudança
Em relação à taxa de mudança evolutiva existem duas perspectivas. Darwin e os seus contemporâneos viam a evolução como um processo lento e gradual. Árvores evolutivas são baseadas na ideia que diferenças profundas nas espécies são o resultado da muitas pequenas mudanças que se acumularam durante longos períodos.
A visão que a evolução é gradual tem por base o trabalho do geólogo James Hutton (1726-1797) e a sua teoria é chamada "gradualismo". A teoria de Hutton sugere que mudanças geológicas profundas são o resultado cumulativo de processos contínuos e lentos. Uma perspectiva semelhante foi adoptada em relação a mudanças biológicas. Tal visão falha quando tenta explicar o registo fóssil, que mostra espécies novas a aparecer de repente, e depois persistindo durante longos períodos. O paleontólogo Stephen Jay Gould (1940-2002) desenvolveu um modelo juntamente com Niles Eldredge que sugere que a evolução experiencia períodos de mudanças rápidas alternando com períodos de estabilidade relativa, um modelo chamado "equilíbrio pontuado".

### Unidade de mudança
Entre os biólogos, é geralmente aceite que a unidade da selecção é o organismo, e que a selecção natural serve para quer melhorar ou reduzir o potencial reprodutivo de um indivíduo. O sucesso reprodutivo, por isso, pode ser medido pela quantidade de descendentes de um organismo que sobrevivem. Esta visão tem sido contestada por alguns biólogos, assim como por alguns filósofos. Richard Dawkins, por exemplo, propôs mudar-se de perspectiva e olhar a evolução do ponto de vista dos genes, e ver a selecção natural como se estivesse a selecionar genes, além de seleccionar organismos. No seu livro, O Gene Egoísta, ele explica:
Indivíduos não são estáveis, são fugazes. Os cromossomas também são misturados até perderem a identidade, como baralhos a seguir a serem dadas as cartas. Mas as cartas em si sobrevivem o baralhar. As cartas são os genes. Os genes não são destruídos pelo "crossing-over"; meramento mudam de parceiros e continuam. Claro que continuam. É esse o seu negócio. Eles são os replicadores e eles são as máquinas de sobrevivência. Quando nós tivermos servido o nosso propósito somos postos de lado. Mas os genes são donos do tempo geológico: os genes são eternos.
Outros viram a selecção a actuar em muitos níveis, não apenas ao nível de organismo ou do gene; por exemplo, Stephen Jay Gould recomendou que se tivesse uma perspectiva hierárquica sobre a evolução.

## Sumário
A evolução explica a variedade de espécies biológicas e é o resultado de dois mecanismos básicos:
- Há variação genética dentro de uma população;
- Alguns descendentes, por acaso, tem características que permite que eles sobrevivam e tenham mais sucesso que os outros. Os descendentes que sobrevivem também terão maior probabilidade de deixar descendência. Algumas destas características beneficiais serão então passadas às novas gerações.

A evolução não é um processo aleatório para criar novas formas de vida. As mutações são (em parte) aleatórias, mas a selecção está longe de ser aleatória. Por isso, a evolução é o resultado inevitável de máquinas auto-replicadoras, que se copiam imperfeitamente e que se reproduzem durante milhares de milhão de anos sobre a pressão selectiva do ambiente.
A ideia pode ser difícil de compreender na totalidade, e por isso há muitas concepções falsas sobre evolução, e por uma razão ou outra algumas pessoas levantam objecções à evolução. De facto, a teoria de evolução é suportado por uma quantidade enorme de evidências:
- A evolução já foi observada em laboratório;
- Animais domésticos evolvem à medida que nós os reproduzimos selectivamente por causa de certas caraterísticas.

A evolução é uma das teorias científicas mais bem sucedidas de sempre e universalmente aceite em todos os campos da biologia. Todos as ciências biológicas e muito da medicina implicam uma compreensão da evolução.